# Дом на културата „Наум Наумовски – Борче“
Сградата на Дома на културата „Наум Наумовски – Борче“ (на македонска литературна норма: Зграда на Домот на културата „Наум Наумовски – Борче“) е административна сграда в град Крушево, Република Македония.
Обявена е за паметник на културата.

## Описание
Сградата е разположена на улица „Коча Миленку“ №72 А във Влашката махала в южната част на града. Изградена е през 50-те години на XX век. Състои се от сутерен, приземие и етаж. Обектът е изграден от камък и цяла тухла, като покривната конструкция е дървена с керемиди. Декоративните елементи и пластиката са употребявани пестеливо.